# Superman (musikalbum)
Superman kom ut år 2014 och är ett album av den iransk-svenska musikern Arash Labaf.

## Låtar
1. One Day (featuring Helena)
2. Sex Love Rock n Roll (SLR) (feat. T-Pain)
3. Tekoon Bede
4. Superman (featuring Nyanda)
5. Ba Man Soot Bezan
6. She Makes Me Go (feat. Sean Paul)
7. Doga Doga (featuring Medina)
8. Ma Bala (featuring Nynda)
9. Delhore
10. Melody
11. Broken Angel (featuring Helena)
12. Che Konam
13. On Est La
14. Boro Boro (featuring Nexus)
15. Sex Love Rock n Roll (SLR) (Basshunter Remix) (feat. T-Pain)
16. One Day (Golden Star Mix) (featuring Helena)
17. Iran Iran World Cup 2014